# Parco Gallorose

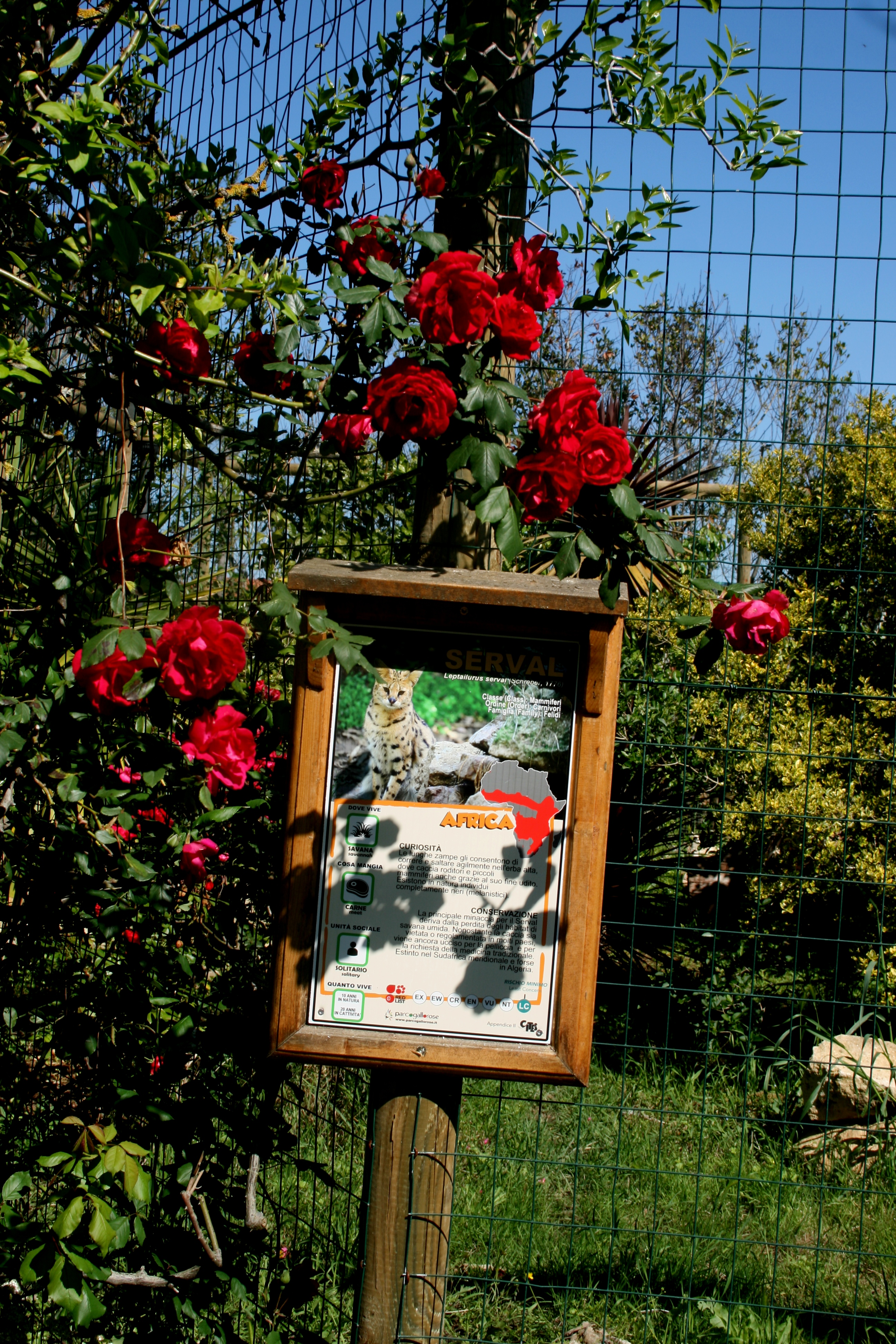

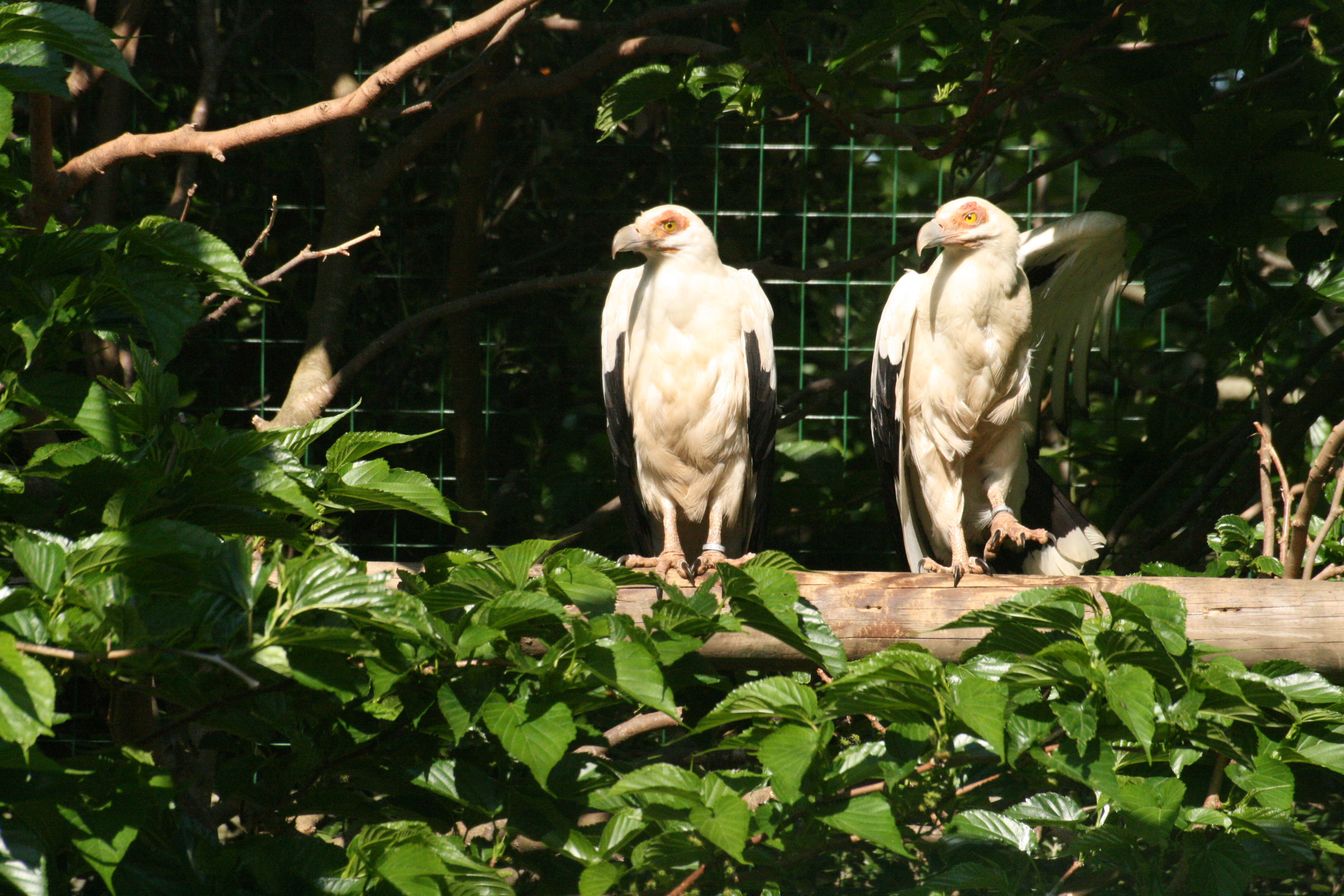

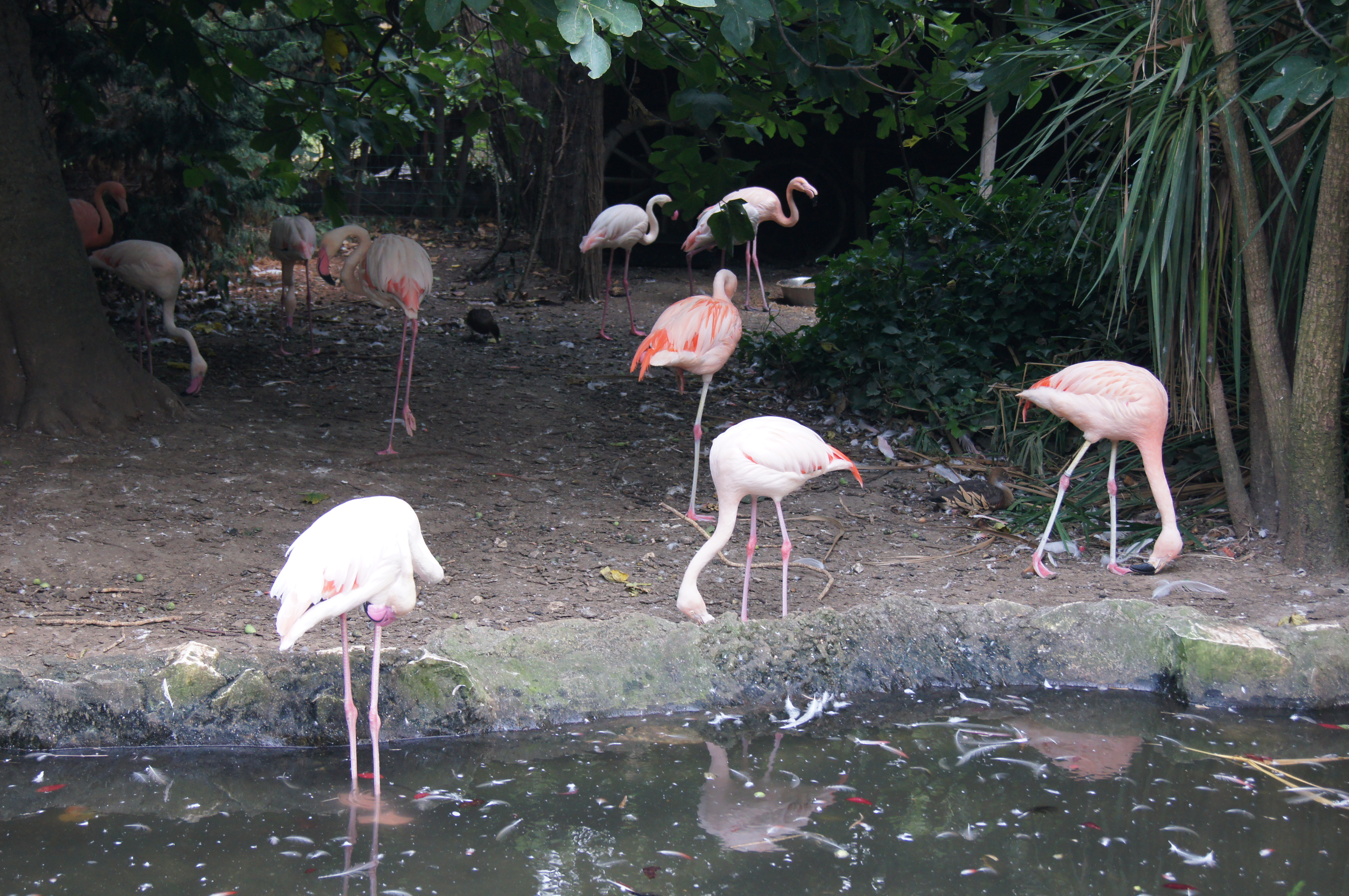
Fenicotteri

Il Parco Gallorose è un giardino zoologico ed una fattoria che ha sede nel comune di Cecina (LI) e che ospita circa 180 tra specie animali selvatiche e varietà di domestici, provenienti da tutto il mondo.

## Storia e descrizione
Nella seconda metà del XVII secolo nell'area del parco esisteva una fattoria a conduzione familiare, che si è mantenuta fino ad oggi. Nel 1997 nacque l'idea di realizzare un luogo dove le famiglie potessero vedere da vicino gli animali e conoscerli nelle loro specie e varietà. Il Parco Gallorose è stato inaugurato nel 2001.
Tra le tante specie di animali selvatici ospitate meritano di essere ricordate il Lichi del Nilo (antilope endemica del Sudan meridionale), il canguro gigante rosso (forse l'unico gruppo riproduttivo presente in Italia), la civetta delle palme (Paguma larvata), l'avvoltoio delle palme, la gru del paradiso e il casuario.
Particolarmente ricca la rappresentanza della fauna sudamericana, con cinque specie di pappagalli del genere Ara, inclusa la rara Ara militaris mexicana, il capibara, il mara o lepre della patagonia, lo uistitì pigmeo e il cebo dai cornetti, il coati Nasua nasua e il rarissimo yaguarondi Herpailurus yaguoroundi, piccolo felide ancora poco noto.
Il Parco ospita anche una ricca collezione di razze di animali domestici, incluse molte in grave pericolo di estinzione come il mucco pisano.
Il Parco è in fase di continua evoluzione. Attualmente (2015) è in corso la suddivisione del Parco in due distinti settori; il parco zoologico dedicato alle specie selvatiche e la fattoria dedicato agli animali domestici di tutto il mondo. È stata istituita una sezione educativa che cura gli aspetti educativi sia per il mondo della scuola che per tutti gli altri visitatori.